# Belonogaster somereni
Belonogaster somereni (лат.) — вид общественных ос рода Belonogaster подсемейства полистины (Vespidae). Назван в честь V. G. L. van Someren, коллектора типовой серии (Кения, 1947 год).

## Распространение
Афротропика: Кения, Замбия, Танзания, Малави, Южная Африка, Нигер.

## Описание
Осы среднего размера (от 10 до 20 мм), коричневато-чёрного цвета. Пунктуры мезоторакса самок часто трудно увидеть, поскольку поверхность покрыта серебристыми волосками; задние бёдра и голени с многочисленными чёрными щетинками снизу; лоб почти без черного цвета; мезоплеврон сильно пунктирован. Грудь ос (средняя часть тела) соединяется стебельком-петиолем с более длинным брюшком с жалом на конце. Усики самок 11-члениковые, у самцов состоят из 12 сегментов. Нижнечелюстные щупики 5-члениковые, нижнегубные щупики состоят из 3 сегментов. Вид был впервые описан в 1982 году британским энтомологом Оуайном Ричардсом (Owain Richards; 1901—1984), членом Лондонского королевского общества.